# Голубі Вікна
Голубі́ Ві́кна (інші назви — Синє Вікно, Голуба криниця) — карстові озера (два озера, а третє — трохи далі на схід). Розташоване в межах Бродівського району Львівської області, на південний схід від села Ясенева, неподалік від дороги між селами Ясенів і Жарків. Пам'ятка природи місцевого значення (без природоохоронного статусу). 
Озера розташовані серед пагорбів Вороняцького кряжу, на території національного природного парку «Північне Поділля». 
Біля озер пролягає багатий на пам'ятки природи, архітектури та історії туристичний маршрут з Підгірців до Підкаменя — «Стежками Вороняцького кряжу».

## Синє Вікно
Озеро розташоване на узліссі за 1,5 км. на схід від колишнього села Майдан. Абсолютна висота 355 м. Його довжина 43 м, ширина 24 м. Площа 700 м². Глибана сягає 14 м. 
Назва озера описова, містить характеристику властивості води — колір. З дна озера б'ють джерела, що не замерзають. Рівень води залишається постійним. 